# Aero-Vederci Baby! Tour
Aero-Vederci Baby! Tour – dwudziesta siódma trasa koncertowa grupy muzycznej Aerosmith; w jej trakcie odbyły się dwadzieścia cztery koncerty.
1. 2 kwietnia 2017 – Phoenix, Arizona, USA – March Madness Music Festival
2. 17 maja 2017 – Tel Awiw, Izrael – park ha-Jarkon
3. 20 maja 2017 – Batumi, Gruzja – Black Sea Arena
4. 23 maja 2017 – Moskwa, Rosja – Olimpijskij
5. 26 maja 2017 – Monachium, Niemcy – Rockavaria Festival
6. 30 maja 2017 – Berlin, Niemcy – Waldbühne
7. 2 czerwca 2017 – Kraków, Polska – Tauron Arena Kraków
8. 5 czerwca 2017 – Kopenhaga, Dania – Royal Arena
9. 8 czerwca 2017 – Sölvesborg, Szwecja – Sweden Rock Festival
10. 11 czerwca 2017 – Donington, Anglia – Download Festival
11. 14 czerwca 2017 – Dublin, Irlandia – 3Arena
12. 17 czerwca 2017 – Clisson, Francja – Hellfest
13. 20 czerwca 2017 – Kolonia, Niemcy – Lanxess Arena
14. 23 czerwca 2017 – Florencja, Włochy – Firenze Rock Festival
15. 26 czerwca 2017 – Lizbona, Portugalia – Altice Arena
16. 29 czerwca 2017 – Madryt, Hiszpania – Auditorio Miguel Ros
17. 2 lipca 2017 – Barcelona, Hiszpania – Rock Fest
18. 5 lipca 2017 – Zurych, Szwajcaria – Hallenstadion
19. 8 lipca 2017 – Santa Cruz de Tenerife, Hiszpania – Estadio Heliodoro Rodríguez López
20. 15 września 2017 – Quito, Ekwador – Rock and Shout Festival
21. 18 września 2017 – Belo Horizonte, Brazylia – Stg Rock City Festival
22. 21 września 2017 – Rio de Janeiro, Brazylia – Rock in Rio
23. 24 września 2017 – São Paulo, Brazylia – São Paulo Trip Festival
24. 5 maja 2018 – Nowy Orlean, Luizjana, USA – New Orleans Jazz & Heritage Festival

## Źródła
- http://ultimateclassicrock.com/aerosmith-farewell-tour-dates/
- http://loudwire.com/aerosmith-aero-vederci-baby-european-leg-farewell-tour/